# Hubert-Folie
Hubert-Folie är en kommun i departementet Calvados i regionen Normandie i norra Frankrike. Kommunen ligger i kantonen Bourguébus som ligger i arrondissementet Caen. År 2018 hade Hubert-Folie 381 invånare.

## Befolkningsutveckling
Antalet invånare i kommunen Hubert-Folie
Referens: INSEE